# Harpactira marksi
Harpactira marksi is een spinnensoort in de taxonomische indeling van de vogelspinnen (Theraphosidae).
Het dier behoort tot het geslacht Harpactira. De wetenschappelijke naam van de soort werd voor het eerst geldig gepubliceerd in 1902 door William Frederick Purcell.